# 北條嘉人
北條 嘉人（ほうじょう よしと、2001年12月9日 - ）は、群馬県出身の日本の柔道選手。階級は81kg級。身長165cm。血液型はAB型。組み手は左組み。得意技は裏投げ。

## 経歴
柔道は6歳の時に大胡柔道スポーツ少年団で始めた。大胡中学から木更津総合高校へ進んだ。2年の時には全国高校選手権73㎏級の3回戦で敗れるも、団体戦では5位となった。3年の時にはインターハイで3位になった。2020年に日本大学へ進むと、階級を81㎏級に上げた。2年の時に学生体重別の決勝で国士館大学2年の竹市大祐を合技で破るなど、オール一本勝ちして優勝した。3年の時には学生体重別の準決勝で帝京平成大学3年の老野祐平に敗れて3位だった。講道館杯では決勝まで進むも、パーク24の小原拳哉に反則負けを喫して2位だった。4年の時には体重別の準決勝で老野に敗れて3位だった。ワールドユニバーシティゲームズでは、決勝でウズベキスタンの選手に逆転勝ちして優勝した。また、団体戦でも優勝した。講道館杯では決勝で世界ジュニアチャンピオンである東海大学2年の天野開斗に技ありで敗れて2位だった。グランプリ・オディベーラスでは準々決勝で元世界チャンピオンであるアゼルバイジャンのサイード・モラエイを内股、準決勝で世界3位の韓国の李俊奐を技あり、決勝ではヨーロッパチャンピオンのトルコのヴェダト・アルバイラクを裏投で破ってIJFワールド柔道ツアー初優勝を飾った。2024年4月からはパーク24の所属となった。体重別では初戦で東海大学3年の東郷丈児に反則負けを喫した。5月のグランドスラム・ドゥシャンベでは決勝でオーストリアのワチド・ボルチャシビリを横四方固で破って優勝した。11月の講道館杯では決勝で旭化成の藤原崇太郎に体落で敗れて2位だった。12月のグランドスラム・東京では準々決勝で旭化成の老野祐平に技ありで敗れると、その後の敗者復活戦でも敗れて7位に終わった。
2025年のグランドスラム・パリでは初戦で元世界チャンピオンであるベルギーのマティアス・カスを破るなどして準決勝まで進むも、UAEのヌグザリ・タタラシビリに合技で敗れた。この際に足を負傷して、その後の3位決定戦を棄権したため5位だった。
IJF世界ランキングは700ポイント獲得で65位(25/6/9現在)。

## 戦績
- 2019年 -　全国高校選手権　団体戦　5位
- 2019年 -　インターハイ　3位
- 2021年 -　学生体重別　優勝
- 2022年 -　学生体重別　3位
- 2022年 -　講道館杯　2位
- 2023年 -　ベルギー国際　3位
- 2023年 -　体重別　3位
- 2023年 -　ワールドユニバーシティゲームズ　個人戦　優勝　団体戦　優勝
- 2023年 -　体重別団体　3位
- 2023年 -　講道館杯　2位
- 2024年 -　グランプリ・オディベーラス　優勝
- 2024年 - グランドスラム・ドゥシャンベ　優勝
- 2024年 - 実業団体 2位
- 2024年 -　講道館杯　2位
- 2024年 - グランドスラム・東京　7位
- 2025年 - グランドスラム・パリ　5位
- 2025年 - 実業団体 2位

(出典)